# Vireo carmioli
El vireo aliamarillo (en Costa Rica) (Vireo carmioli) o vireo de Carmiol, es una especie de ave paseriforme de la familia Vireonidae perteneciente al numeroso género Vireo. Es nativo de América Central. 

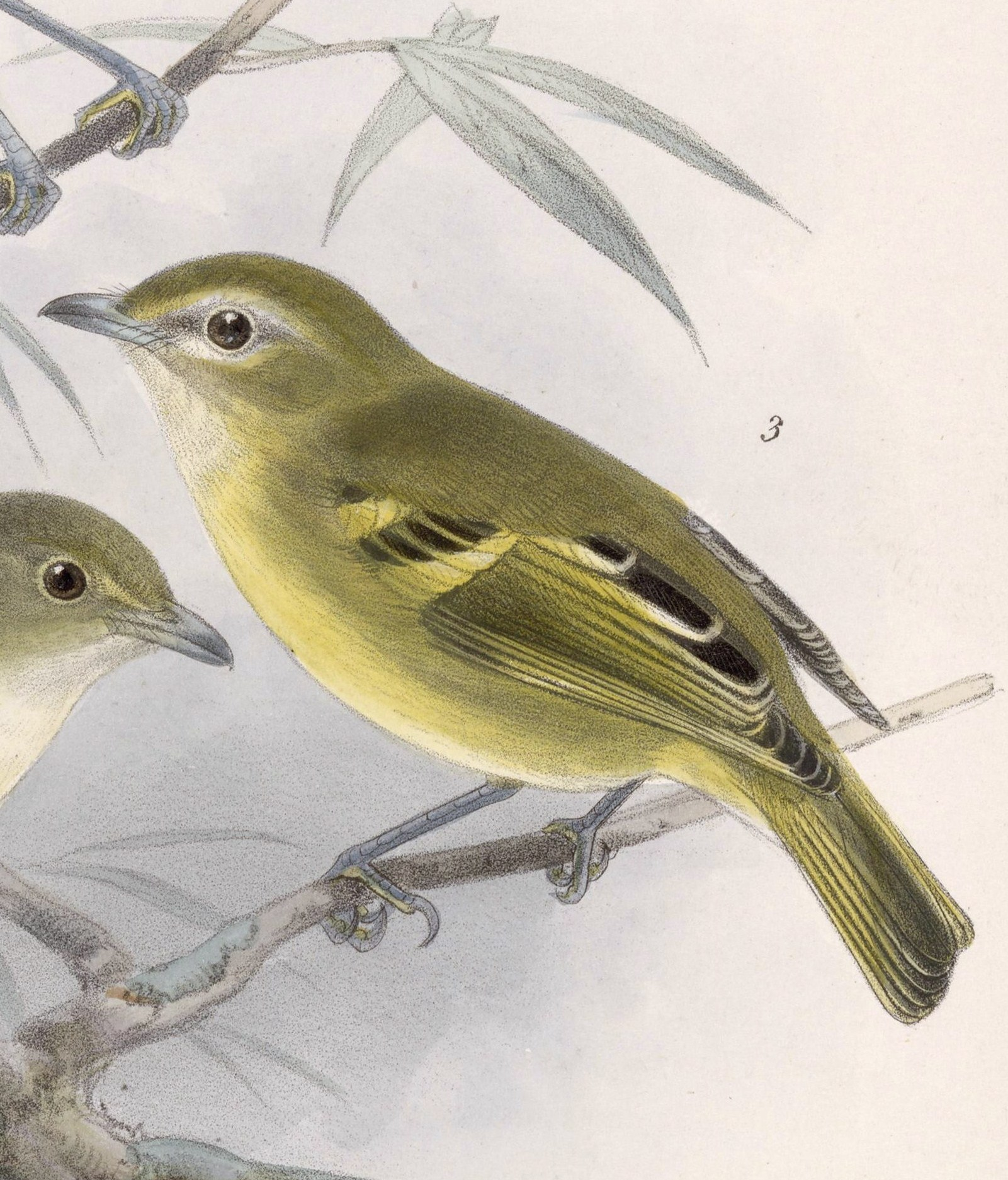
Vireo carmioli; ilustración de Keulemans para Biologia Centrali-Americana, 1902.

## Distribución y hábitat
Se distribuye por las montañas de Costa Rica (Cordillera Central, montañas de Dota y Cordillera de Talamanca) y adyacente oeste de Panamá (tierras altas de Chiriquí).
Su hábitat natural son las selvas húmedas montanas tropicales y subtropicales.